# Kein Mucks! – der Krimi-Podcast mit Bastian Pastewka

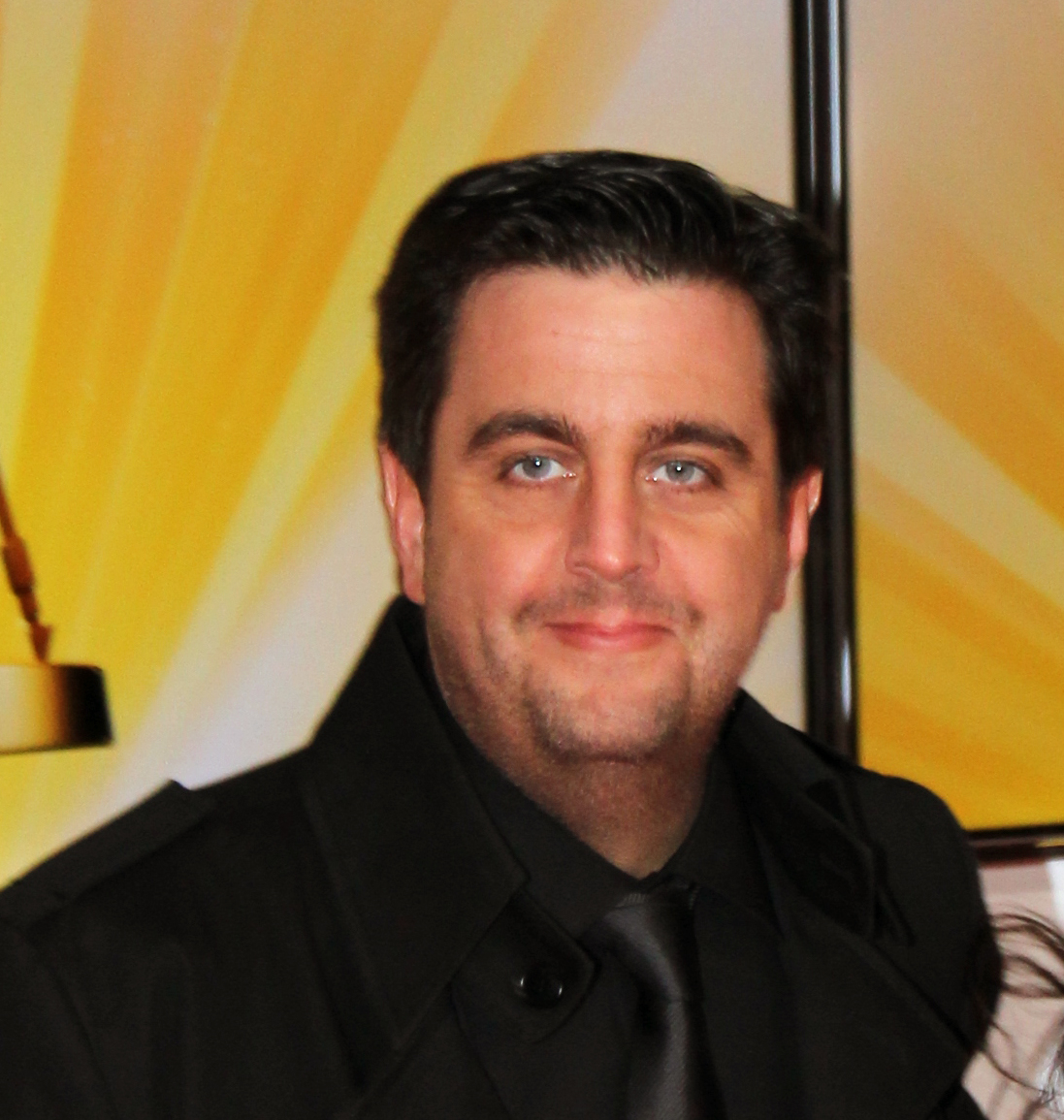
Bastian Pastewka (2012)

Kein Mucks! – der Krimi-Podcast mit Bastian Pastewka ist ein Audio-Krimi-Podcast des öffentlich-rechtlichen Radiosenders Bremen Zwei. Konzipiert, zusammengestellt und moderiert wird er von Schauspieler und Komiker Bastian Pastewka, einem bekennenden Hörspielfan. Erfunden wurde er vom langjährigen Radio-Bremen-Hörspielchef Holger Rink.

## Geschichte
Der Podcast wurde anlässlich des 75. Jubiläums von Radio Bremen im Jahr 2020 kreiert. Er erscheint jeweils donnerstags auf bremenzwei.de, in der ARD Audiothek und bei anderen Podcastanbietern. Am darauf folgenden Sonntag wurde die Sendung unter dem Titel Kein Mucks! – Der Bremen Zwei-Krimiabend in Bremen Zwei ausgestrahlt. In der Sendung werden alte Krimihörspiele von den 1940er bis in die 1980er Jahre aus dem Archiv von Radio Bremen wiederholt. Der Podcast startete am 2. Juli 2020 mit dem vierteiligen Hörspiel In zweiter Instanz von Edna Sherry, das Ende 1963 zum ersten Mal gesendet wurde. Am 24. Dezember des Jahres lief die letzte Ausgabe der Reihe. Der Podcast erzielte allein in der ARD Audiothek über eine Million Zugriffe und wurde damit zu einem der meistgehörten fiktionalen Hörspielangebote. Aufgrund des großen Hörerinteresses wurde die Sendung im Mai 2021 mit einer zweiten Staffel fortgesetzt und endete am 16. September des Jahres. Die beiden Staffeln wurden ca. 2,7 Mio. Mal in der ARD Audiothek aufgerufen. Hinzu kamen ca. 1,3 Mio. Wiedergaben bei Apple Podcasts und rund 900.000 bei Spotify. Jede der bisher 50 Episoden wurde durchschnittlich 100.000 Mal wiedergegeben. Die 3. Staffel startete am 28. Oktober 2021 und dauerte mit insgesamt 20 Folgen bis zum 10. März 2022 an. Von der ersten bis zur dritten Staffel endet jede Folge mit dem alten Pausenzeichen (aus der h-Moll-Messe von Johann Sebastian Bach) von Radio Bremen. Seit der 4. Staffel erklingt nach dem Ende des Hörspiels das jeweilige Pausenzeichen des produzierenden Senders.
Zum 70. Geburtstag des Senders 2015 gab es am 16. Dezember des Jahres um 16:05 Uhr eine zweistündige Auftaktsendung und am 23. Dezember ab 22:05 Uhr eine knapp achtstündige Radionacht, beides unter dem Titel Kein Mucks – Das Beste aus 70 Jahren Radio Bremen Kriminalhörspiel, mit Bastian Pastewka. Dort wurden schon einige der Hörspiele von Kein Mucks! – der Krimi-Podcast mit Bastian Pastewka gesendet.
Am 9., 16. und 23. Dezember 2021 wich die Sendung vom Konzept der alten Hörspiele ab und sendete die 2016 entstandene, dreiteilige Produktion Sherlock Holmes und das Geheimnis des weißen Bandes von Radio Bremen und dem WDR. Bastian Pastewka selbst bearbeitete das Hörspiel und führte Regie. Am 30. Dezember folgen die zwei Kurzhörspiele Der vollkommene Sekretär von 1966 und Wer immer lügt Oder Verabredung zu zwei Alibis von 2001.
In der 4. Staffel, die am 29. September 2022 begann und 40 Episoden enthalten soll, wird es als Neuerung auch Krimihörspielklassiker aus den Archiven der anderen ARD-Sender sowie dem Deutschlandfunk Kultur geben. Die vorherigen Staffeln mit 69 Folgen wurden auf Bremen Zwei, der ARD Audiothek, Spotify und Apple Podcasts fast 11,5 Millionen Mal wiedergegeben. Der bisher jüngste Hörspielklassiker der Reihe wurde am 29. Dezember 2022 ausgestrahlt. Das Hörspiel Clarimonde wurde 2011 vom Deutschlandradio Kultur produziert und am 23. Mai des Jahres erstausgestrahlt. Am 12. Januar 2023 wurde das 1963 vom SFB (heute: rbb) produzierte Kurzhörspiel Gewitter über Elmwood wiederholt. Es war das erste Stereo-Hörspiel der bundesdeutschen Rundfunkgeschichte.
Am 28. Dezember 2023 (Staffel 5) wurde die Sonderfolge „Kein Mucks! in concert – legendäre Krimi-Musik präsentiert von Bastian Pastewka“ ausgestrahlt. In der über zwei Stunden langen Sendung geht es um die Musik aus damaligen Krimi-Hörspielen, -Serien und -Filmen. Die Sendung wurde am 15. Dezember des Jahres mit dem WDR Funkhausorchester im Funkhaus Wallrafplatz in Köln aufgezeichnet.
Zu den Sprechern der Hörspiele gehören u. a. Evelyn Hamann, Edda Seippel, Peter Pasetti, Monica Bleibtreu, Eva Maria Bauer, Judy Winter, Hans Paetsch, Arnold Marquis, Fritz Rasp, Manfred Steffen, Hans Helmut Dickow, Friedrich W. Bauschulte, Walter Niklaus, Herbert Steinmetz, Paul Klinger, Gerlach Fiedler, Günter Strack, Volker Lechtenbrink, Friedrich Schütter, Ursula Braun, Gert Haucke, Klaus Schwarzkopf, Wolfgang Kieling, Peter Schiff, Karl-Michael Vogler, Günter Pfitzmann und Günther Neutze.

## Episodenliste

### Staffel 1
Die erste Staffel besteht aus 29 Sendungen mit 27 Hörspielen.
Die mit einem X gekennzeichneten Hörspiele sind noch in der ARD Audiothek verfügbar.
| Datum         | Titel                                                              | Autor(in)                          | Regie              | Prod.-Jahr | Sprecher (Auswahl) | Spielzeit (Min.)        | Erstsendung des Hörspiels | X |
| ------------- | ------------------------------------------------------------------ | ---------------------------------- | ------------------ | ---------- | --- | ----------------------- | ------------------------- | - |
| 2. Juli 2020  | In zweiter Instanz (1. Teil)                                       | Edna Sherry                        | Günter Siebert     | 1963       | Günter Strack | 32:05                   | 28. Nov. 1963             | X |
| 2. Juli 2020  | In zweiter Instanz (2. Teil)                                       | Edna Sherry                        | Günter Siebert     | 1963       | Günter Strack | 37:16                   | 5. Dez. 1963              | X |
| 2. Juli 2020  | In zweiter Instanz (3. Teil)                                       | Edna Sherry                        | Günter Siebert     | 1963       | Günter Strack | 34:14                   | 12. Dez. 1963             | X |
| 2. Juli 2020  | In zweiter Instanz (4. Teil)                                       | Edna Sherry                        | Günter Siebert     | 1963       | Günter Strack | 29:44                   | 19. Dez. 1963             | X |
| 9. Juli 2020  | Poker                                                              | Arnold E. Ott                      | Günter Siebert     | 1963       | Günther Neutze, Werner Bruhns, Heinz Klevenow                                                                                                 | 26:49                   | 18. Apr. 1963             | X |
| 16. Juli 2020 | Fahrerflucht                                                       | Neil Clark                         | Günter Siebert     | 1968       | Günther Neutze | 32:16                   | 30. Jan. 1969             | X |
| 23. Juli 2020 | Ein höchst gefährlicher Toter                                      | Charles Cordier                    | Günter Siebert     | 1976       | Manfred Steffen, Herbert Steinmetz, Uta-Maria Schütze, Dieter Hufschmidt, Michael Derda                                                       | 53:29                   | 10. Juni 1976             | X |
| 30. Juli 2020 | Herr Leonides                                                      | André Picot, Maurice Roland        | Hans Jürgen Ott    | 1981       | Hans Paetsch, Herbert Steinmetz, Hans Helmut Dickow, Hans Hessling, Claus Boysen, Verena Wiet, Michael Thomas, Marlies Engel, Thomas Schiestl | 59:57                   | 28. Mai 1981              | X |
| 6. Aug. 2020  | Angeblich Notwehr                                                  | Arnold E. Ott                      | Günter Siebert     | 1969       | Wolfgang Büttner, Alois Garg, Manfred Reddemann                                                                                               | 32:15                   | 22. Mai 1969              | X |
| 13. Aug. 2020 | Schwarze Hochzeit                                                  | Ed McBain                          | Günter Siebert     | 1965       | Hans Quest, Christian Günther | 37:26                   | 29. Apr. 1965             |   |
| 20. Aug. 2020 | Geben Sie mir Dr. Parker                                           | Arnold E. Ott                      | Horst Loebe        | 1962       | Hellmut Lange, Trudik Daniel, Eleonore Schroth, Inken Sommer, Fabian Wander                                                                   | 37:46                   | 1. Mär. 1962              | X |
| 27. Aug. 2020 | Die Rechnung geht auf                                              | David Ellis                        | Günter Siebert     | 1973       | Günther Neutze, Herbert Steinmetz, Dieter Ohlendiek, Ernst-August Schepmann, Erwin Wirschaz                                                   | 47:28                   | 15. Mär. 1973             |   |
| 3. Sep. 2020  | Geisterjagd                                                        | Norman Edwards                     | Miklós Konkoly     | 1965       | Herbert Steinmetz, Trudik Daniel, Wolfgang Engels                                                                                             | 34:53                   | 11. Nov. 1965             |   |
| 10. Sep. 2020 | Lehrjahre der Angst                                                | Charles Cordier                    | Hans Jürgen Ott    | 1981       | Hans Helmut Dickow, Balduin Baas, Herbert Steinmetz, Dieter Ohlendiek, Uta-Maria Schütze, Peter Buchholz                                      | 50:26                   | 1. Apr. 1982              | X |
| 17. Sep. 2020 | Tatzeit: 20.20 Uhr                                                 | Arnold E. Ott                      | Franz Grueger      | 1960       | Walter Jokisch, Hermann Lenschau | 44:23                   | 31. Jan. 1960             | X |
| 24. Sep. 2020 | Der Mörder kommt um elf                                            | Albert Carnère                     | Armas Sten Fühler  | 1962       | Günter Neutze, Herbert Steinmetz, Balduin Baas                                                                                                | 32:23                   | 4. Jan. 1962              | X |
| 1. Okt. 2020  | Strafentscheid                                                     | Michael Brett                      | Günter Siebert     | 1960       | Manfred Steffen, Ursula Sieg | 42:19                   | 12. Jan. 1960             |   |
| 8. Okt. 2020  | In spätestens vier Wochen                                          | Karl Hermann Cordt                 | Günter Siebert     | 1958       | Friedrich W. Bauschulte, Walter Jokisch, Herbert A. E. Böhme, Heinz Schirk                                                                    | 33:36                   | 3. Feb. 1958              | X |
| 15. Okt. 2020 | Manche sterben gar nicht                                           | Robert H. Felton                   | Günter Siebert     | 1970       | Volker Lechtenbrink, Friedrich Schütter, Alf Marholm, Peter Striebeck, Helmut Ahner, Hans Krull                                               | 33:56                   | 30. Juli 1970             | X |
| 22. Okt. 2020 | Giftmord in Paris                                                  | Hellmut Kleffel                    | Günter Siebert     | 1966       | Hans Peter Hallwachs, Herbert Steinmetz, Jens Scholkmann, Ursula Lillig, Reinhold Nietschmann, Joachim Rake                                   | 37:05                   | 28. Apr. 1966             | X |
| 29. Okt. 2020 | Mordvilla                                                          | Walter Gerteis                     | Günter Siebert     | 1973       | Friedrich Wilhelm Timpe, Walter Grüters, Herbert Steinmetz, Franz-Josef Steffens, Fritz Bachschmidt, Klaus Dittmann                           | 54:54                   | 7. Juni 1973              | X |
| 5. Nov. 2020  | Das Geheimnis von Schloß Greifenklau                               | Gerd Angermann, Georg Walter Heyer | Günter Siebert     | 1962       | Werner Bruhns, Heinz Dunkhase | 60:37                   | 15. Nov. 1962             | X |
| 12. Nov. 2020 | Der Mann auf der Feuerleiter                                       | Arnold E. Ott                      | Günter Siebert     | 1963       | Hans Paetsch, Herbert Steinmetz, Ellen Waldeck                                                                                                | 37:51                   | 10. Jan. 1963             | X |
| 19. Nov. 2020 | Der Fall                                                           | Nikolai von Michalewsky            | Till Bergen        | 1975       | Hans Helmut Dickow, Evelyn Hamann, Sabine Postel, Ernst-Erich Buder, Rüdiger Schulzki                                                         | 42:33                   | 19. Juni 1975             | X |
| 26. Nov. 2020 | Justizirrtum                                                       | Hellmut Kleffel                    | Jo Hanns Müller    | 1963       | Werner Schumacher, Eva Maria Bauer, Trudik Daniel                                                                                             | 28:29                   | 22. Aug. 1963             | X |
| 3. Dez. 2020  | Barbara spielt eine Rolle                                          | Arnold E. Ott                      | Günter Siebert     | 1972       | Hermann Lenschau, Gerlach Fiedler, Hille Darjes, Jochen Schmidt, Kyra Mladeck                                                                 | 40:53                   | 4. Jan. 1973              | X |
| 10. Dez. 2020 | Galavorstellung                                                    | Richard Sale                       | Günter Siebert     | 1958       | Josef Dahmen, Herbert Steinmetz, Friedrich W. Bauschulte, Dagmar Altrichter, Ernst von Klipstein                                              | 62:14                   | 22. Juni 1958             |   |
| 17. Dez. 2020 | Dickie Dick Dickens (2. Staffel: 1. Folge: Wale und kleine Fische) | Rolf und Alexandra Becker          | Günter Siebert     | 1960       | Jürgen Scheller, Jürgen Thormann, Klaus Stieringer, Fritz Schlegel, Christian Dolny, Gefion Helmke                                            | 37:16                   | 6. Nov. 1960              | X |
| 24. Dez. 2020 | Anruf am Abend                                                     | Johannes Freisel                   | Günter Siebert     | 1955       | Herbert Steinmetz, Jürgen Thormann, Klaus Stieringer, Fritz Schlegel, Christian Dolny, Gefion Helmke                                          | ca. 19:05 (insg. 30:22) | 14. Nov. 1955             | X |
| 24. Dez. 2020 | Anruf nachts um drei (Reihe: Gänsehaut vor Mitternacht)            | Johannes Freisel                   | Wolfgang Altendorf | 1962       | Günther Neutze (Lesung) | ca. 5:50 (insg. 30:22)  | 1962                      | X |

### Staffel 2
Die zweite Staffel beinhaltet 20 Sendungen mit insgesamt 23 Hörspielen.
Die mit einem X gekennzeichneten Hörspiele sind noch in der ARD Audiothek verfügbar.
| Datum         | Titel                                                          | Autor(in)                            | Regie             | Prod.-Jahr | Sprecher (Auswahl) | Spielzeit (Min.)        | Erstsendung des Hörspiels | X |
| ------------- | -------------------------------------------------------------- | ------------------------------------ | ----------------- | ---------- | --- | ----------------------- | ------------------------- | - |
| 6. Mai 2021   | Maigret und der Minister                                       | Georges Simenon                      | Carl Nagel        | ?          | Heinz Klevenow, Herbert Steinmetz, Friedel Bauschulte, Walter Jokisch, Dagmar Altrichter, Freca-Renate Bortfeldt, Maria Harlan-Körber, Erwin Linder | 82:58                   | 3. Juli 1957              | X |
| 13. Mai 2021  | Abteil Sieben                                                  | Kenneth Bird                         | Günter Siebert    | ?          | Jens Scholkmann, Herbert Steinmetz | 41:33                   | 25. Mai 1967              |   |
| 20. Mai 2021  | Nachricht aus Caracas                                          | Arnold E. Ott                        | Günter Siebert    | ?          | Werner Bruhns, Friedrich Schütter, Verena Wiet, Erwin Linder, Trudik Daniel                                                                         | 40:10                   | 12. Nov. 1964             | X |
| 27. Mai 2021  | Belohnte Neugier                                               | Jean Marsus                          | Günter Siebert    | ?          | Uwe Friedrichsen, Monica Bleibtreu, Werner Rundshagen, Karl-Ulrich Meves, Franz-Josef Steffens                                                      | 51:16                   | 18. Dez. 1975             | X |
| 3. Juni 2021  | Inselfrieden                                                   | Nikolai von Michalewsky              | Günter Siebert    | 1975       | Hellmut Lange, Erwin Wirschaz, Manfred Reddemann, Herbert Steinmetz                                                                                 | 50:08                   | 4. Dez. 1975              | X |
| 10. Juni 2021 | Vorausgesetzt, daß …                                           | Pierre Louis Boileau, Charles Maître | Günter Siebert    | ?          | Herbert Steinmetz, Ernst von Klipstein, Friedel Bauschulte, Thomas Weisgerber                                                                       | 41:45                   | 21. Feb. 1957             | X |
| 17. Juni 2021 | Kidnapper am Werk (True Crime)                                 | Nikolai von Michalewsky              | Joachim Hess      | ?          | Hans Paetsch, Klaus Höhne, Josef Dahmen, Karl Walter Fleischer, Eleonore Schroth, Reinhold Nietschmann                                              | ca. 18:00 (insg. 44:19) | 31. Okt. 1964             |   |
| 17. Juni 2021 | Staatsfeind Nr. 1 (True Crime)                                 | Nikolai von Michalewsky              | Günter Siebert    | ?          | Werner Bruhns, Herbert A. E. Böhme, Fritz Bachschmidt, Erwin Wirschaz                                                                               | ca. 18:15 (insg. 44:19) | 26. Okt. 1963             | X |
| 24. Juni 2021 | Die verfluchte Stadt                                           | Jean Marsus                          | Till Bergen       | 1977       | Claus Boysen, Evelyn Hamann, Bruno Hübner, Ernst-Erich Buder, Wolfgang Schenck, Ernst-August Schepmann                                              | 54:06                   | 9. Juni 1977              | X |
| 1. Juli 2021  | Monsieur Tictac                                                | Jean Servais                         | Jochen Rottke     | ?          | Manfred Steffen, Herbert A. E. Böhme, Max Walter Sieg, Adalbert Kriwat                                                                              | 46:47                   | 18. Mai 1958              | X |
| 8. Juli 2021  | Ein Mord nach dem Fahrplan                                     | Werner E. Hintz                      | Günter Siebert    | 1966       | Bernhard Wilfert, Jo Wegener, Jens Scholkmann | 52:44                   | 23. Juni 1966             | X |
| 15. Juli 2021 | Der Komplize                                                   | Nikolai von Michalewsky              | Günter Siebert    | 1971       | Hans Paetsch, Herbert Steinmetz, Günther Flesch, Dieter Ohlendiek, Jochen Schmidt                                                                   | 36:21                   | 8. Juli 1971              | X |
| 22. Juli 2021 | Der Mörder von Griquatown                                      | Wolfgang Altendorf                   | Günter Siebert    | ?          | Heinz Klevenow, Charles Brauer, Herbert Steinmetz, Dieter Ohlendiek                                                                                 | 29:23                   | 6. Juni 1968              | X |
| 29. Juli 2021 | Die Wasserprobe                                                | Nikolai von Michalewsky              | Günter Siebert    | 1971       | Horst Michael Neutze, Barbara Peters, Josef Dahmen, Jochen Schmidt, Herbert Steinmetz                                                               | 40:30                   | 2. Sep. 1971              | X |
| 5. Aug. 2021  | Später Besuch                                                  | Henryk Roberts, Margit Jautz         | Hans Jürgen Ott   | 1982       | Evelyn Hamann, Christian Rode, Katharina Brauren, Inken Sommer, Gert Haucke, Ferdinand Dux, Margret Homeyer                                         | 57:19                   | 18. Mär. 1982             |   |
| 12. Aug. 2021 | Der Tote aus der Themse                                        | Ken Kaska                            | Armas Sten Fühler | ?          | Walter Jokisch, Günter Neutze, Gerda Gmelin, Wolf von Gersum, Herbert A. E. Böhme                                                                   | 46:32                   | 7. Mär. 1961              | X |
| 19. Aug. 2021 | Die Fälscher                                                   | Roderick Wilkinson                   | Günter Siebert    | ?          | Herbert Steinmetz, Horst Michael Neutze, Gerlach Fiedler, Wolfgang Kaven                                                                            | 46:56                   | 11. Apr. 1974             | X |
| 26. Aug. 2021 | Die wahren Fälle (4. Folge: Jagd auf Dr. Crippen) (True Crime) | Nikolai von Michalewsky              | Joachim Hess      | 1964       | Herbert Steinmetz, Klaus Höhne, Robert Meyn, Karl Walter Fleischer, Reinhold Nietschmann, Eleonore Schroth                                          | ca. 19:00 (insg. 45:24) | 25. Apr. 1964             | X |
| 26. Aug. 2021 | Der Fall Hofrichter (True Crime)                               | Nikolai von Michalewsky              | Günter Siebert    | ?          | Friedrich Schütter, Franz Rudnick, Hans Günther Oesterreich, Herbert Steinmetz                                                                      | ca. 19:40 (insg. 45:24) | 28. Dez. 1963             | X |
| 2. Sep. 2021  | Der Fall Livington                                             | Hans Piett                           | Günter Siebert    | ?          | Hermann Lenschau, Dieter Ohlendiek, Herbert Steinmetz, Curt Becker                                                                                  | 40:54                   | 14. Mär. 1968             | X |
| 9. Sep. 2021  | Aus Mangel an Beweisen                                         | Tino Schubert                        | Hans Jürgen Ott   | ?          | Stefan Wigger, Susanne Beck, Peter Schiff, Walter Kreye, Verena Wiet, Inken Sommer                                                                  | 72:43                   | 23. Aug. 1979             |   |
| 16. Sep. 2021 | Pinch und Patchwork                                            | Karlheinz Tredup                     | Günter Siebert    | ?          | Hanns Lothar, Friedel Bauschulte, Friedrich Schütter, Heinz Schirk, Karl Striebeck                                                                  | ca. 36:40 (insg. 56:12) | 14. Apr. 1958             | X |
| 16. Sep. 2021 | Der Totenvogel schlägt Mitternacht                             | Ilona Igady, Christian Thomas        | Günter Siebert    | ?          | Manfred Steffen, Klaus Höhne, Judy Winter, Trudik Daniel                                                                                            | ca. 18:20 (insg. 56:12) | 20. Apr. 1965             | X |

### Staffel 3
Die dritte Staffel mit 20 Folgen begann am 28. Oktober 2021 und endete am 10. März 2022.
Die mit einem X gekennzeichneten Hörspiele sind noch in der ARD Audiothek verfügbar.
| Datum         | Titel | Autor(in)                  | Regie                           | Prod.-Jahr | Sprecher (Auswahl) | Spielzeit (Min.)    | Erstsendung des Hörspiels | X |
| ------------- | --- | -------------------------- | ------------------------------- | ---------- | --- | ------------------- | ------------------------- | - |
| 28. Okt. 2021 | Der sonderbare Tag des Lord Grimsby | Herbert Leger              | Klaus Stieringer                | ?          | Hermann Lenschau, Klaus Schwarzkopf, Inge Schmidt, Josef Dahmen, Edda Seippel, Walter Jokisch | 62:53               | 21. Juni 1959             | X |
| 4. Nov. 2021  | Blinde sehen mehr! | The Gordons                | Günter Siebert                  | ?          | Friedel Bauschulte, Werner Bruhns, Hans Paetsch, Herbert Steinmetz, Walter Jokisch | 61:48               | 16. Mär. 1956             | X |
| 11. Nov. 2021 | Der Mann im Fahrstuhl | Lucille Fletcher           | Hans Herbert Westermann         | 1949       | Ursula Noack, Ernst Karchow | 41:13               | 8. Juli 1949              | X |
| 18. Nov. 2021 | Die wahren Fälle: Der Fall John Vollman | Nikolai von Michalewsky    | Günter Siebert                  | 1972       | Klaus Stieringer, Horst Michael Neutze, Ernst-August Schepmann, Herbert Steinmetz, Erwin Wirschaz, Dieter Ohlendiek, Hermann Lenschau, Fritz Bachschmidt | 47:15               | 17. Jan. 1974             | X |
| 25. Nov. 2021 | Alles Liebe für Angelika | Arnold E. Ott              | Till Bergen                     | 1979       | Gert Haucke, Katharina Brauren, Ulrich von Bock, Marina Wandruszka, Inken Sommer | 58:43               | 14. Juni 1979             | X |
| 2. Dez. 2021  | Duell auf Sizilianisch | Nikolai von Michalewsky    | Günter Siebert                  | 1977       | Horst Michael Neutze, Ursela Monn, Michael Gahr, Ulrich Matschoss, Ulrich von Bock, Ernst-August Schepmann, Herbert Steinmetz | 56:08               | 19. Dez. 1977             | X |
| 9. Dez. 2021  | Sherlock Holmes und das Geheimnis des weißen Bandes (1. Teil) | Anthony Horowitz           | Bastian Pastewka                | 2016       | Frank Röth, Gerhard Garbers, Rainer Bock, Katja Bürkle, Cathlen Gawlich, Jochen Striebeck, Christoph Maria Herbst, René Heinersdorff, Irm Hermann, Janina Fautz, Roland Hemmo, Wolf Aniol, Heike Schroetter, Hans Bayer, Claus Dieter Clausnitzer, Walter Sittler, Paul Falk, Luca Kämmer, Michael Prelle, Tobias Teschner | 74:21               | 21. Dez. 2016             |   |
| 16. Dez. 2021 | Sherlock Holmes und das Geheimnis des weißen Bandes (2. Teil) | Anthony Horowitz           | Bastian Pastewka                | 2016       | Frank Röth, Gerhard Garbers, Rainer Bock, Katja Bürkle, Cathlen Gawlich, Jochen Striebeck, Christoph Maria Herbst, René Heinersdorff, Irm Hermann, Janina Fautz, Roland Hemmo, Wolf Aniol, Heike Schroetter, Hans Bayer, Claus Dieter Clausnitzer, Walter Sittler, Paul Falk, Luca Kämmer, Michael Prelle, Tobias Teschner | 68:14               | 22. Dez. 2016             |   |
| 23. Dez. 2021 | Sherlock Holmes und das Geheimnis des weißen Bandes (3. Teil) | Anthony Horowitz           | Bastian Pastewka                | 2016       | Frank Röth, Gerhard Garbers, Rainer Bock, Katja Bürkle, Cathlen Gawlich, Jochen Striebeck, Christoph Maria Herbst, René Heinersdorff, Irm Hermann, Janina Fautz, Roland Hemmo, Wolf Aniol, Heike Schroetter, Hans Bayer, Claus Dieter Clausnitzer, Walter Sittler, Paul Falk, Luca Kämmer, Michael Prelle, Tobias Teschner | 68:38               | 23. Dez. 2016             |   |
| 30. Dez. 2021 | Der vollkommene Sekretär | Henriette McClelland       | Miklós Konkoly                  | 1966       | Judy Winter, Jens Scholkmann | 29:19 (insg. 54:32) | 14. Apr. 1966             | X |
| 30. Dez. 2021 | Wer immer lügt Oder Verabredung zu zwei Alibis | Eckhard Mieder             | Holger Rink                     | 2001       | Ulrich Pleitgen, Anika Mauer | 19:02 (insg. 54:32) | 25. Mär. 2001             | X |
| 6. Jan. 2022  | Schrecklich einen Chirurgen zu ermorden | Jean Marsus                | Günter Siebert                  | 1971       | Friedrich Schütter, Jochen Schmidt, Herbert Steinmetz, Ingrid Andree, Friedrich Wilhelm Timpe, Gerlach Fiedler, Anaid Iplicjian, Thomas Schiestl, Jo Wegener | 52:01               | 25. Nov. 1971             | X |
| 13. Jan. 2022 | Ein hoffnungsloser Fall | Hasso Plötze               | Günter Siebert                  | 1955       | Heinz Klingenberg, Friedrich W. Bauschulte, Herbert Steinmetz | 40:07               | 24. Nov. 1955             | X |
| 20. Jan. 2022 | Veteranen | Matthias Riehl             | Günter Siebert                  | 1976       | Hellmut Lange, Evelyn Hamann, Claus Dieter Clausnitzer, Ferdinand Dux, Renate Pichler | 56:19               | 5. Aug. 1976              | X |
| 27. Jan. 2022 | Ein Zug fährt nach London | Arnold E. Ott              | Günter Siebert                  | 1965       | Herbert Leonhard, Petra Schmidt, Christian E. Günther, Kurt Zielke, Eberhard von Gagern, Günter Witte | 40:55               | 9. Dez. 1965              | X |
| 3. Feb. 2022  | Komplizen | Gerhard Hotop              | Till Bergen                     | 1980       | Wolfgang Forester, Daniela Ziegler, Gert Haucke, Inken Sommer, Till Bergen, Jens Scholkmann, Harald Pages, Christa Jacobs, Gudrun Daube | 79:20               | 12. Juni 1980             | X |
| 10. Feb. 2022 | Der dritte Mann | Graham Greene              | Carol Reed                      | 1950       | Elisabeth Ried, Wolfgang Lukschy, Hans Nielsen, Friedrich Joloff, Ernst Deutsch, Erich Ponto, Siegfried Breuer, Paul Hörbiger | 67:59               | 23. Mai 1950              | X |
| 17. Feb. 2022 | Adamows Tod | Karl Richard Tschon        | Günter Siebert                  | 1967       | Jens Scholkmann, Eva Maria Bauer, Karin Eickelbaum, Kurt Lieck, Wolfgang Velten, Hans Irrle, Sieghold Schröder, Rolf B. Wessels | 59:52               | 5. Jan. 1967              | X |
| 24. Feb. 2022 | Der feige Held (Reihe: Hoher Gerichtshof) | Rolf Kunze, Martin Roccard | Günter Bommert                  | 1956       | Günter Neutze, Maria Harlan-Körber, Deli-Maria Teichen, Hubert Endlein, Hans Günther von Klöden, Hans Krüger, Ernst Rottluff, Peter Schütte | 46:46               | 6. März 1956              | X |
| 3. Mär. 2022  | Besuch nach Büroschluss | Arnold E. Ott              | Günter Siebert                  | 1974       | Uta-Maria Schütze, Friedrich Schütter, Wolfgang Kaven, Dorothea Bron, Herbert Steinmetz, Herbert Leonhard | 38:18               | 18. Juli 1974             | X |
| 10. Mär. 2022 | Dickie Dick Dickens (Remake von 1960) Episode 1: Die wasserdichte Damen-Präzisions-Armbanduhr Episode 2: Ich bin nur ein kleiner Taschendieb – oder: Gute Nacht, liebes Mädel, Gut’ Nacht Episode 3: Gar lustig ist das Räuberleben | Rolf und Alexandra Becker  | Hans Helge Ott, Wolfgang Seesko | 2008       | Jürgen Thormann, Bastian Pastewka, Konstantin Graudus, Susanne Schrader, Hans-Peter Hallwachs, Jens Wawrczeck, Hans Peter Korff, Rolf Nagel, Benjamin Utzerath, Monty Arnold, Lutz Herkenrath, Thomas Roth, Wilfried Dziallas                                                                                              | 43:03 (insg. 76:29) | 22. Mai 2009              | X |
| 10. Mär. 2022 | Das gefleckte Band (Reihe: Gänsehaut vor Mitternacht) | Arthur Conan Doyle         | ?                               | 1961       | Jürgen Thormann (Lesung) | 35:35 (insg. 76:29) | Dez. 1961                 | X |

### Staffel 4
Die vierte Staffel mit 40 Folgen begann am 29. September 2022 und endete am 29. Juni 2023.
Die mit einem X gekennzeichneten Hörspiele sind noch in der ARD Audiothek verfügbar.
| Datum         | Titel                                                                                | Autor(in)                                  | Regie                          | Produktion            | Sprecher (Auswahl) | Spielzeit (Min.)    | Erstsendung des Hörspiels | X |
| ------------- | ------------------------------------------------------------------------------------ | ------------------------------------------ | ------------------------------ | --------------------- | --- | ------------------- | ------------------------- | - |
| 29. Sep. 2022 | Feuer für eine Zigarette (1. Teil)                                                   | Karl Richard Tschon                        | Curt Goetz-Pflug               | WDR 1966              | Hermann Wagner, Gerhard Becker, Herbert Stass, Kurt Lieck, Wolf Schlamminger, Günther Tabor, Heinz Theo Branding, Edgar Hoppe, Arno Görke, Hermann Lenschau, Heinz von Cleve, Dieter Naumann | 47:01               | 2. Sep. 1966              | X |
| 6. Okt. 2022  | Feuer für eine Zigarette (2. Teil)                                                   | Karl Richard Tschon                        | Curt Goetz-Pflug               | WDR 1966              | Hermann Wagner, Gerhard Becker, Herbert Stass, Kurt Lieck, Wolf Schlamminger, Günther Tabor, Heinz Theo Branding, Edgar Hoppe, Arno Görke, Hermann Lenschau, Heinz von Cleve, Dieter Naumann | 40:24               | 9. Sep. 1966              | X |
| 13. Okt. 2022 | Feuer für eine Zigarette (3. Teil)                                                   | Karl Richard Tschon                        | Curt Goetz-Pflug               | WDR 1966              | Hermann Wagner, Gerhard Becker, Herbert Stass, Kurt Lieck, Wolf Schlamminger, Günther Tabor, Heinz Theo Branding, Edgar Hoppe, Arno Görke, Hermann Lenschau, Heinz von Cleve, Dieter Naumann | 59:30               | 16. Sep. 1966             | X |
| 20. Okt. 2022 | Die schwarze Dame                                                                    | Arnold E. Ott                              | Günter Siebert                 | RB 1963               | Michael Gaffron, Eleonore Schroth, Gudrun Daube, Gustav Rothe, Herbert Steinmetz, Leo Sylvester Huth, Günter Witte, Ruth Puls, Theo Staats | 40:17               | 8. Sep. 1963              | X |
| 27. Okt. 2022 | Gaslicht                                                                             | Patrick Hamilton                           | Rolf von Goth                  | SFB 1966              | Karin Hübner, Friedrich Schoenfelder, Heinz Klevenow, Käte Jaenicke, Max Grothusen | 69:35               | 19. Feb. 1967             |   |
| 3. Nov. 2022  | Gruselgrab                                                                           | Rodney David Wingfield                     | Dieter Eppler                  | SDR 1984              | Ute Christensen, Willi Kowalj, Egon Schäfer, Charles Regnier, Karl-Heinz Fiege, Heinz Schimmelpfennig, Gert Haucke, Gerd Andresen, Lilo von Plüskow, Anfried Krämer, Walter Kreye | 67:40               | 26. Nov. 1984             |   |
| 10. Nov. 2022 | Herr Leavenworth ist tot!                                                            | Anna Katharine Green                       | Walter Netzsch                 | BR 1970               | Gerd Vespermann, Max Mairich, Ilse Zielstorff, Ruth Küllenberg, Hans Cossy, Horst Sachtleben, Erik Jelde, Michael Lenz, Wolf Rahtjen, Erwin Faber, Alexander Malachovsky, Hilli Wildenhain, Rudolf Neumann | 58:38               | 19. Feb. 1970             |   |
| 17. Nov. 2022 | Big Ben schlug Zwölf                                                                 | Rolf von Goth                              | Rolf von Goth                  | SFB 1966              | Fritz Tillmann, Karin Hardt, Wolfgang Kühne, Hans Walter Clasen, Manfred Grote, Sigurd Lohde, Gerd Prager, Maria Axt, Gerd Martienzen, Reinhard Kolldehoff, Franz Nicklisch, Charlotte Joeres, Erhart Stettner, Karl Haas, Horst-Hans Jochmann, Hellmut Grube, Hans-Jürgen Poritz, Richard Süssenguth, Max Grothusen                                                        | 52:41               | 20. Feb. 1966             | X |
| 24. Nov. 2022 | Mord aus der Dose                                                                    | Hansjörg Martin                            | Edward Rothe                   | WDR 1974              | Volker Lechtenbrink, Werner Rundshagen, Gerhard Becker, Heinz Voß, Josef Meinertzhagen, Arno Görke, Günter Dybus, Marlene Riphahn, Kurt Lieck, Alf Marholm, Maria Krasna, Ilse Strambowski, Werner Hessenland, Fritz Leo Liertz | 53:57               | 21. Sep. 1974             |   |
| 1. Dez. 2022  | Das schmutzigste Geschäft                                                            | The Gordons                                | Günter Siebert                 | RB 1956               | Hans Paetsch, Walter Jokisch, Susanne Christian, Herzlieb Kohut, Ernst Rottluff, Ruth Eiben, Else Hackenberg, Bärbel Knust, Heinz Baumann, Werner Bruhns, Hubert Endlein, Adolph Rampelmann | 55:36               | 25. Mai 1956              | X |
| 8. Dez. 2022  | Spur ohne Namen                                                                      | Helen McCloy                               | Edmund Steinberger             | BR 1969               | Edmund Steinberger, Reinhard Glemnitz, Hans Cossy, Rolf Illig, Christiane Schröder, Christian Marschall, Alexander Malachovsky, Thomas Brandner, Inge Schulz, Josef Manoth, Alexander Brill, Marlies Schönau, Reinhard Lentz, Ruth Küllenberg, Michael Lenz, Alois Maria Giani, Jörg Schleicher, Adolf Ziegler, Wolf Euba                                                   | 65:07               | 20. Mär. 1969             |   |
| 15. Dez. 2022 | Inspektor Hornleigh auf der Spur: Der Mann mit dem Tirolerhut (2. Staffel: 5. Folge) | John P. Wynn                               | Hermann Pfeiffer               | WDR 1963              | Michael Schiefeling, Ronald Stürzebecher, Kurt Postel, Bodo Primus, Waldemar Müller, Curt Faber, Helmut Peine, Harald Meister, Alf Marholm, Dieter Hufschmidt, Harry Flatow, Lotti Krekel, Edith Worringen, Wolfgang Rottsieper, Alois Garg, Ingeborg Schlegel | 66:24               | 21. Juni 1963             | X |
| 22. Dez. 2022 | Corpus Delicti                                                                       | Charles Maître                             | Heinz-Günter Stamm             | BR 1970               | René Deltgen, Hilde Weissner, Rosemarie Fendel, Monika Peitsch, Gerd Vespermann, Klaus Höhne, Horst Sachtleben, Hans Zimmermann | 73:55               | 25. Juni 1970             |   |
| 29. Dez. 2022 | Clarimonde                                                                           | Hanns Heinz Ewers                          | Uwe Schareck                   | DLR Kultur 2011       | Markus Meyer, Sven Lehmann, Rosemarie Fendel, Ernst Konarek, Wolfgang Höper, Walter Renneisen, Christian Brey | 62:35               | 23. Mai 2011              |   |
| 5. Jan. 2023  | Ein mörderischer Ruf                                                                 | Horst Bieber                               | Ulf Becker                     | WDR 1987              | Gert Haucke, Petra Sager, Charles Wirths, Luitgard Im, Marianne Mosa, Wolfgang Forester | 66:09               | 30. Jan. 1988             | X |
| 12. Jan. 2023 | Ein Haus mit Vergangenheit                                                           | Rolf Biebricher                            | Klaus Groth                    | SR 1972               | Günter Stutz, Antje Hagen, Antje Roosch, Lothar Rollauer, Fritz Brünske, Hans Timerding, Hans Dilg, Annegreth Ronald | 28:25 (insg. 59:04) | 24. Juni 1972             |   |
| 12. Jan. 2023 | Gewitter über Elmwood                                                                | P. T. Wolgar                               | Curt Goetz-Pflug               | SFB 1963              | Eva Andres, Hermann Wagner, Curt Goetz-Pflug | 21:40 (insg. 59:04) | 4. Okt. 1964              |   |
| 19. Jan. 2023 | Der Killer                                                                           | Patricia Highsmith                         | Heiner Schmidt                 | SDR 1973              | Karl-Michael Vogler, Margot Leonard, Ingrid Fernolt, Horst Michael Neutze, Hans Peter Hallwachs, Hans-Peter Bögel Gert Tellkampf, Hajo Solinger, Walter Thurau, Ernst Born | 44:18               | 25. Juni 1973             |   |
| 26. Jan. 2023 | Der Augenzeuge                                                                       | Philip Levene                              | Heinz-Otto Müller              | HR 1961               | Horst Niendorf, Herbert Mensching, Werner Siedhoff, Margot Leonard, Marianne Lochert, Hans Stetter, Otto Stern, Hans-Martin Koettenich, Hans Korte, Elisabeth Kuhlmann, Rosemarie Gerstenberg, Lieselotte Bettin, Robert Seibert, Uwe Dallmeier | 44:10               | 4. Nov. 1961              |   |
| 2. Feb. 2023  | Die gelben Schuhe des Herrn Berthier                                                 | Georges Simenon                            | Peter Glas                     | BR 1955               | Fritz Straßner, Charlotte Scheier-Herold, Eva-Ingeborg Scholz, Hans Clarin, Elisabeth Goebel, Ingeborg Hoffmann, Theodolinde Müller, Edith Schultze-Westrum, Ida Wüst, Ingeborg Wutz, Margarete Bennecke, Margrit Weiler, Hildegard Dickmann, Christian Marschall, Hans Pössenbacher, Rolf Pinnecker, Alfons Teuber, Kurt Meisel, Robert Graf, Otto Wernicke, Maria Poll    | 79:39               | 19. Juni 1955             |   |
| 9. Feb. 2023  | Peter Armstrong lebt gefährlich                                                      | Rolf Biebricher                            | Klaus Groth, Jörg Franz        | SR 1970               | Chris Howland, Fritz Brünske, Otto Karl Müller, Jimmy Claudius, Annegreth Ronald, Klaus Greinke, Hans Joachim Steindamm, Willkit Greuèl, Gert Tellkampf | 49:21               | 28. Apr. 1970             |   |
| 16. Feb. 2023 | Nebel                                                                                | Walter Karl Schweickert                    | Fritz-Ernst Fechner            | Rundfunk der DDR 1964 | Gerd Ehlers, Walter Lendrich, Herbert Köfer, Werner Ehrlicher, Adolf Peter Hoffmann, Ursula Braun, Gerd Biewer, Hans-Joachim Hanisch, Kurt Müller-Reitzner, Hans Hardt-Hardtloff | 53:12               | 21. Mai 1964              |   |
| 23. Feb. 2023 | Die Treppe                                                                           | John Whiting                               | Heinz-Otto Müller              | HR 1961               | Herbert Mensching, Joost Jürgen Siedhoff, Hans-Martin Koettenich | 39:31               | 10. Mär. 1962             |   |
| 2. Mär. 2023  | Der Kopf in der Schlinge                                                             | John Bradley                               | Rolf Purucker                  | RIAS 1954             | Martin Held, Marion Degler, Herbert Wilk, Otto Stoeckel, Agnes Windeck, Harry Langewisch, Anneliese Hartnack, Edzard Bruns | 74:03               | 24. Feb. 1954             | X |
| 9. Mär. 2023  | Angst im Schloß                                                                      | Rolf Biebricher                            | Heinz Schlage                  | SR 1969               | Margot Schönberger, Ingo Eckert, Antje Hagen, Erich Herr, Carla Best, Lothar Rollauer | 46:52               | ca. 1969                  |   |
| 16. Mär. 2023 | Die Nacht vor dem Urteil                                                             | Rolf Kunze, Martin Roccard, Dieter Rohkohl | Günter Siebert                 | RB 1955               | Herbert Steinmetz, Eberhard von Gagern, Kurt Strehlen, Ernst Rottluff, Carl Maria Willeke, Richard Nagy, Hans Krüger, Deli Maria Teichen, Friedrich W. Bauschulte, Susanne Eggers, Bernd Wiegmann, Ernst Joachim Schlieper, Inge Karner-Maier, Else Hackenberg, Walter Jokisch, Gudrun Daube                                                                                | 58:10               | 16. Dez. 1955             | X |
| 23. Mär. 2023 | Wie in einem Krimi                                                                   | Johannes Hendrich                          | Johannes Hendrich              | SFB 1969              | Gerd Martienzen, Arnold Marquis, Gudrun Genest, Marianne Lutz, Manfred Grote, Stefan Behrens, Klaus Miedel, Ute Marin | 73:55               | 26. Mai 1969              |   |
| 30. Mär. 2023 | Die Dame in der schwarzen Robe                                                       | Edward Grierson                            | Fränze Roloff                  | HR 1962               | Gerd Brüdern, Josef Eschenbrücher, Manfred Heidmann, Annedore Huber-Knaus, P. Walter Jacob, Hans-Martin Koettenich, Hans Korte, Hugo Krebs, Emil Lohkamp, Herbert Mensching, Lothar Ostermann, Wolfgang Schirlitz, Ellen Schwiers, Hans Stetter, Heinrich Troxbömker, Wolfgang Wahl, Siegfried Wischnewski, Werner Xandry                                                   | 67:54               | 24. Feb. 1962             |   |
| 6. Apr. 2023  | Schwarz wird stets gemalt der Teufel (1. Teil)                                       | Edward Boyd                                | Heiner Schmidt, Georg Felsberg | SWF 1972              | Hans Peter Hallwachs, Werner Schumacher, Hansjörg Felmy, Christine Davis, Hannelore Hoger, Ursula Langrock, Gerd Andresen, Ellen Xenakis, Hanns Bernhardt, Antje Hagen, Gert Keller, Rolf Dienewald, Peter Klein, Robert Rathke, Helene Elcka, Ulrich del Mestre Annemarie Schradiek Gertraud Heise Manfred Reddemann Heidemarie Rohweder Fritz Rasp Rolf Klein             | 62:11               | 7. Dez. 1982              |   |
| 13. Apr. 2023 | Schwarz wird stets gemalt der Teufel (2. Teil)                                       | Edward Boyd                                | Heiner Schmidt, Georg Felsberg | SWF 1972              | Hans Peter Hallwachs, Werner Schumacher, Hansjörg Felmy, Christine Davis, Hannelore Hoger, Ursula Langrock, Gerd Andresen, Ellen Xenakis, Hanns Bernhardt, Antje Hagen, Gert Keller, Rolf Dienewald, Peter Klein, Robert Rathke, Helene Elcka, Ulrich del Mestre Annemarie Schradiek Gertraud Heise Manfred Reddemann Heidemarie Rohweder Fritz Rasp Rolf Klein             | 61:28               | 14. Dez. 1982             |   |
| 20. Apr. 2023 | Schwarz wird stets gemalt der Teufel (3. Teil)                                       | Edward Boyd                                | Heiner Schmidt, Georg Felsberg | SWF 1972              | Hans Peter Hallwachs, Werner Schumacher, Hansjörg Felmy, Christine Davis, Hannelore Hoger, Ursula Langrock, Gerd Andresen, Ellen Xenakis, Hanns Bernhardt, Antje Hagen, Gert Keller, Rolf Dienewald, Peter Klein, Robert Rathke, Helene Elcka, Ulrich del Mestre Annemarie Schradiek Gertraud Heise Manfred Reddemann Heidemarie Rohweder Fritz Rasp Rolf Klein             | 57:07               | 21. Dez. 1982             |   |
| 27. Apr. 2023 | Tote singen nicht                                                                    | Michael Koser                              | Ulrich Gerhardt                | RIAS/SWF 1971         | Arnold Marquis, Gerd Martienzen, Barbara Schöne, Moritz Milar, Norbert Langer, Joachim Pukaß, Eva Manhardt, Klaus Sonnenschein, Andreas Berg, Georg Braun | 25:30 (insg. 64:26) | 27. Juli 1971             | X |
| 27. Apr. 2023 | Bei Mord sind alle Zellen grau                                                       | Friedhelm Jeismann                         | Ulrich Gerhardt                | RIAS/SWF 1971         | Uta Hallant, Klaus Miedel, Bernhard Minetti, Eva Katharina Schultz, Heinz Spitzner, Friedhelm Jeismann, Joachim Kerzel | 26:39 (insg. 64:26) | 7. Mai 1971               | X |
| 4. Mai 2023   | Die Schuld                                                                           | John Richard Wright                        | Werner Klein                   | WDR 1983              | Michael Thomas, Wolf Martienzen, Hans Kemner, Lothar Ostermann, Christa Fast, Hansjoachim Krietsch, Josef Quadflieg | 24:12 (insg. 51:28) | 4. Juni 1983              |   |
| 4. Mai 2023   | Es geschah bei Blockstelle 13 (Reihe: Gruseln vor Mitternacht)                       | Karl Heinz Zeitler                         | S. O. Wagner                   | NDR 1958              | Helmut Peine, Peter Lehmbrock, Hans Irle, Max Zawislak, Heinz Roggenkamp | 16:58 (insg. 51:28) | 9. Apr. 1959              |   |
| 11. Mai 2023  | Der Mitternachtslift                                                                 | Hans Siebe                                 | Fritz Göhler                   | Rundfunk der DDR 1969 | Horst Schön, Günter Sonnenberg, Johannes Maus, Eckhard Bilz, Erich Brauer, Eugen Schaub, Werner Lierck, Else Wolz, Georgia Kullmann, Karl Brenk, Walter Lendrich, Peter Höhne, Werner Kamenik | 64:21               | 21. Aug. 1969             |   |
| 18. Mai 2023  | Hallo, hier spricht der Tod                                                          | Louis C. Thomas                            | Klaus Groth                    | SR 1970               | Dieter Borsche, Karin Schröder, Gerd Peiser, Eva Köhrer, Brigitte Dryander, Erich Herr, Claudia Caspar, Günther Beyer, Bernd Duszynski | 32:42 (insg. 75:58) | 1970                      |   |
| 18. Mai 2023  | Sie haben noch fünf Minuten                                                          | Karlheinz Knuth                            | Curt Goetz-Pflug               | SFB 1964              | Sigurd Lohde, Beate Hasenau, Jürgen Draeger, Hans W. Hamacher, Hans Jürgen Poritz, Margarete Schön, Arnold Marquis | 33:33 (insg. 75:58) | 16. Feb. 1965             |   |
| 25. Mai 2023  | 17. Folge: Mord in Badalona (Reihe: Die Jagd nach dem Täter)                         | Heinz Dunkhase                             | Gerda von Uslar                | NDR 1957              | Hans Paetsch, Hanns Lothar, Helmut Peine, Jo Wegener, Rolf Mamero, Herbert Steinmetz, Max Walter Sieg, Kurt A. Jung, Lothar Grützner, Walter Laugwitz, Gerd Segatz, Wika Krautz | 34:01 (insg. 81:21) | 5. Okt. 1957              |   |
| 25. Mai 2023  | 114. Folge: Der Dilettant (Reihe: Die Jagd nach dem Täter)                           | Irmgard Köster                             | S. O. Wagner                   | NDR 1962              | Egle Müller, Utz Richter, Bernt Werner, Harry Gondi, Fritz Giese, Paul Schuch, Helmut Peine, Gerd Martienzen, Sigrid Hausmann, Walter Grüters, Eva Fiebig, Ingo Osterloh, Christine Mylius, Erwin Laurenz, Heinz Piper, Paul Seiler, Franziska Adams, Hilde Frodl-Reimer, Carmen Moog, Erika Oestmann, Leopold Berg, Kurt Butenop, Wolf Paetow, Alexander Paris, Elisa Popp | 31:07 (insg. 81:21) | 4. Nov. 1962              |   |
| 1. Juni 2023  | Der Tod ist kein Geschäft                                                            | Heiner Müller (Max Messer)                 | Hans Knötzsch                  | Rundfunk der DDR 1962 | Gerd Biewer, Harald Halgardt, Walter Jupé, Helmut Müller-Lankow, Guido Matschek, Paul Lewitt, Erik S. Klein, Walter Niklaus | 50:38               | 1. Nov. 1962              |   |
| 8. Juni 2023  | Kriminalrat Obermoos erzählt (48. Folge: Der seltsame Mörder)                        | Walter Gerteis                             | Heinz Otto Müller              | HR 1961               | Heinz Schimmelpfennig, Sofie Engelke, Robert Seibert, Heinz Stoewer, Hans Timerding, Herbert Weißbach | 15:55 (insg. 43:54) | 7. Mär. 1961              | X |
| 8. Juni 2023  | Kriminalrat Obermoos erzählt (47. Folge: Obermoos wird verfolgt)                     | Walter Gerteis                             | Heinz Otto Müller              | HR 1961               | Heinz Schimmelpfennig, Sofie Engelke, Robert Seibert, Heinz Stoewer, Hans Timerding, Herbert Weißbach | 15:30 (insg. 43:54) | 21. Feb. 1961             | X |
| 15. Juni 2023 | Am Schwarzen Mann                                                                    | Linda Teßmer                               | Joachim Staritz                | Rundfunk der DDR 1973 | Ernst Kahler, Wolfgang Ostberg, Wolfram Handel, Erik S. Klein, Jürgen Kluckert, Herbert Köfer Ruth Glöss, Renate Reinecke, Ursula Staack, Katarina Tomaschewsky, Hilde Kneip, Jürgen Holtz, Erik Veldre, Johannes Maus, Kristof-Mathias Lau, Kurt Radeke Hanna Rieger, Rudolf Christoph, Arno Lungfiel, Otto Schröder                                                       | 61:40               | 11. Aug. 1973             |   |
| 22. Juni 2023 | Wer ist wer?                                                                         | Rod Beacham                                | Dieter Eppler                  | SDR 1986              | Heiner Kollhoff, Wolfgang Höper, Bruno Scheffner, Peter Fricke, Karin Schröder, Hans Groth Gerd Andresen, Horst Naumann, Michael Thomas, Hannelore Schroth, Maria Gräfe, Klaus Miedel | 63:21               | 12. Mai 1986              |   |
| 29. Juni 2023 | Besser gar nicht, als spät (Teil 1 und 2)                                            | Rodney David Wingfield                     | Fritz Schröder-Jahn            | NDR 1971              | Paul Dahlke, Peter Frank, Horst Michael Neutze, Walter Klam, Friedrich Wilhelm Timpe, Hanno Wingler Joachim Richert, Gerda Schöneich, Manfred Schermutzki, Manfred Steffen, Eva Brumby, Werner Schumacher, Marianne Kehlau, Susanne Beck, Charlotte Schellenberg, Inge Groll, Marianne Dietz, Gert Haucke, Gerhart Lippert, Joachim Wolff Hans Häckermann, Joachim Brauner  | 78:17               | 1. und 2. Jan. 1972       |   |

### Staffel 5
Die fünfte Staffel begann am 30. November 2023 und beinhaltete 31 Hörspiele, die in 30 Folgen gesendet wurden. Sie endete am 20. Juni 2024.
Die mit einem X gekennzeichneten Hörspiele sind noch in der ARD Audiothek verfügbar.
| Datum         | Titel                                                                                          | Autor(in)                           | Regie                 | Produktion            | Sprecher (Auswahl) | Spielzeit (Min.)        | Erstsendung des Hörspiels | X |
| ------------- | ---------------------------------------------------------------------------------------------- | ----------------------------------- | --------------------- | --------------------- | --- | ----------------------- | ------------------------- | - |
| 30. Nov. 2023 | Inspektor Hornleigh auf der Spur (2. Staffel: 6. Folge: Zwischenfall beim Maskenball)          | John P. Wynn                        | Hermann Pfeiffer      | WDR 1963              | Friedrich W. Bauschulte, Helga Zeckra, Helmut Peine, Harald Meister, Franz Thiede, Paul Klinger Klaus Jaegel, Wolf Schlamminger, Otto Bolesch, Peter René Körner, Doris Swoboda | 69:08                   | 28. Juni 1963             |   |
| 7. Dez. 2023  | Gefährliches Erbe                                                                              | Axel Plötze                         | Heiner Schmidt        | SR 1972               | Marius Müller-Westernhagen, Gertrud Heise, Friedrich von Bülow, Brigitte Dryander, Robert Seibert, Hans Joachim Saager Gert Tellkampf, Erich Herr, Fritz Brünske, Enno Spielhagen, Hans Dilg, Bodo Massion, Irene Frey | 50:45                   | ca. 1972                  | X |
| 14. Dez. 2023 | Einmal ein Mörder – immer ein Mörder!                                                          | A. A. Milne                         | Hanns Cremer          | BR 1965               | Peter Pasetti, Paul Dahlke, Horst Sachtleben, Axel Scholtz, Rolf Illig, Wolf Rahtjen, Susanne Schönwiese | 58:46                   | 18. Mär. 1965             |   |
| 21. Dez. 2023 | Ein ganz kleiner Fehler (Reihe: Krimi am Freitag)                                              | Vic Suneson                         | Klaus Zippel          | Rundfunk der DDR 1975 | Hans-Joachim Hegewald, Marylu Poolman, Fred-Arthur Geppert, Astrid Bless, Friedhelm Eberle, Günther Grabbert, Horst Lampe, Walther Jäckel | ca. 30:30 (insg. 70:53) | 6. Feb. 1976              |   |
| 21. Dez. 2023 | Tod in der Tiefgarage (Reihe: Krimi am Freitag)                                                | Michael Unger                       | Günter Bormann        | Rundfunk der DDR 1989 | Günther Grabbert, Berndt Stübner, Hannelore Geusler-Pemmann, Wolfgang Jakob, Friedhelm Eberle, Eberhard Strauß, Fred-Arthur Geppert, Bert Franzke, Klaus Andter | ca. 28:08 (insg. 70:53) | 1. Juni 1990              |   |
| 28. Dez. 2023 | Sonderfolge: „Kein Mucks! in concert – legendäre Krimi-Musik präsentiert von Bastian Pastewka“ | –                                   | –                     | –                     | – | 124:10                  | –                         | X |
| 4. Jan. 2024  | Ein Todesfall wird vorbereitet (1. Teil: Mr. Bielby hat Glück)                                 | Jack Popplewell                     | Walter Netzsch        | BR 1962               | Horst Tappert, Elisabeth Linhard, Hans Leibelt, Peter W. Staub, Jürgen Goslar, Norbert Gastell, Hans Eichleiter, Walter Netzsch | 51:44                   | 22. Nov. 1962             |   |
| 11. Jan. 2024 | Ein Todesfall wird vorbereitet (2. Teil: Wo ist Stuart Adams?)                                 | Jack Popplewell                     | Walter Netzsch        | BR 1962               | Elisabeth Linhard, Hans Leibelt, Karl Michael Vogler, Jürgen Goslar, Norbert Gastell, Ursula Kube, Eva Berthold, Walter Netzsch | 47:08                   | 29. Nov. 1962             |   |
| 18. Jan. 2024 | Ein Todesfall wird vorbereitet (3. Teil: Gratuliere, gnädige Frau!)                            | Jack Popplewell                     | Walter Netzsch        | BR 1962               | Elisabeth Linhard, Hans Leibelt, Karl Michael Vogler, Peter W. Staub, Jürgen Goslar, Reinhold Lentz, Ursula Kube, Eva Berthold, Norbert Gastell, Hans Eichleiter, Walter Netzsch | 47:56                   | 6. Dez. 1962              |   |
| 25. Jan. 2024 | Genau die richtige Art von Haus                                                                | Henry Slesar                        | Curt Goetz-Pflug      | SFB 1966              | Hermann Wagner, Ingeborg Sievers, Ruth Hausmeister Hans W. Hamacher | 20:50 (insg. 65:05)     | 7. Mai 1967               |   |
| 25. Jan. 2024 | Eine Faust voll Geld                                                                           | Henry Slesar                        | Curt Goetz-Pflug      | SFB 1966              | Paul Edwin Roth, Käte Jaenicke, Hans W. Hamacher, Hermann Wagner, Günter Pfitzmann, Otto Matthies, Wolfgang Condrus | 32:45 (insg. 65:05)     | 6. Mai 1966               |   |
| 1. Feb. 2024  | Ein Nerz, ein schicker Wagen                                                                   | Jean Marsus                         | Klaus Groth           | SR 1972               | Marlene Riphahn, Thekla Carola Wied, Gert Haucke, Matthias Ponnier | 44:33                   | 23. Dez. 1972             | X |
| 8. Feb. 2024  | Das Lied der Drehorgel                                                                         | Dieter Fuß                          | Heinz-Günter Stamm    | BR 1958               | Heinz Schimmelpfennig, Willi Mertens, Karl John, Ernstwalter Mitulski, Karin Jacobsen, Fritz Rasp, Erwin Faber, Nora Minor, Horst Tappert, Gertrud Spalke, Klaus W. Krause, Til Kiwe, Anton Reimer, Dietrich Thoms | 64:55                   | 3. Jan. 1959              | X |
| 15. Feb. 2024 | Der Student von Glasgow                                                                        | Hellmut Kleffel, Alexander van Rees | Günter Siebert        | RB 1963               | Hermann Lenschau, Michael Gaffron, Gudrun Daube, Katharina Matz, Herbert Steinmetz, Eberhard von Gagern, Günther Stoll, Trudik Daniel | 55:09                   | 11. Juli 1963             | X |
| 22. Feb. 2024 | Schuldfrage                                                                                    | Eva Maria Mudrich                   | Heinz Wilhelm Schwarz | WDR 1982              | Luitgard Im, Wolfgang Forester, Bernd Birkhahn, Monika Hessenberg-Weniger, Helga Uthmann, Heinz Weismantel, Claus Dieter Clausnitzer, Elisabeth Scherer, Ursula Burg, Stefanie Burghardt, Katja Wittig, Heinz Wilhelm Schwarz, Birgitt Schneider | 60:39                   | 9. Okt. 1982              | X |
| 29. Feb. 2024 | Bahnschranke Kienbusch                                                                         | Hans Siebe                          | Walter Niklaus        | Rundfunk der DDR 1971 | Walter Niklaus, Käte Koch, Manfred Schulz, Hans-Robert Wille, Regine Lehmann, Erich Geberding, Alfred Bohl, Fred Delmare, Jurij Kramer, Horst Kempe, Jan-Franz Krüger | 71:31                   | 22. Sep. 1971             | X |
| 7. Mär. 2024  | Kalt wie Marmor                                                                                | Louis C. Thomas                     | Rolf von Goth         | SFB 1969              | Wolfgang Amerbacher, Manfred Grote, Herbert Weißbach, Hans Madin, Karin Hardt, Herta Kravina, Gerhard Wollner, Hildegard Kokowka | 66:40                   | 30. Aug. 1970             | X |
| 14. Mär. 2024 | Eine feine Gesellschaft                                                                        | Gerhard Janner                      | Peter A. Stiller      | HR 1967               | Werner Eichhorn, Sonja Karzau, Wolfgang Kieling, Carmen-Renate Köper, Alf Marholm, Günther Sauer, Otto Stern, Heidi Treutler, Friedel Weih | 75:00                   | 9. Sep. 1967              |   |
| 21. Mär. 2024 | Der Fall Cortot (Reihe: Hoher Gerichtshof)                                                     | Ludwig von Rees, Martin Roccard     | Armas Sten Fühler     | RB 1955               | Herzlieb Kohut, Ruth Puls, Heinz Bennent, Friedrich W. Bauschulte, Georg Eilert, Wolfgang Engels, Wolfgang Golisch, Albert Hörrmann, Gerhard Just, Richard Nagy, Max Walter Sieg, Carl Maria Willeke | ca. 25:33 (insg. 56:24) | 10. Nov. 1955             | X |
| 21. Mär. 2024 | Ein ungeklärter Fall (Reihe: Die wahren Fälle)                                                 | Nikolai von Michalewsky             | Günter Siebert        | RB 1963               | Klaus Stieringer, Kurt Zielke, Franz Rudnick, Hans Paetsch, Günter Witte, Herbert Steinmetz, Sabine Werner, Giselher Schweitzer, Hannes Krüger, Eberhard von Gagern, Gudrun Daube, Hanns Ernst Jäger | ca. 21:00 (insg. 56:24) | 9. Sep. 1967              | X |
| 28. Mär. 2024 | Das Triumvirat denkt                                                                           | Gisbert Haefs                       | Heinz Dieter Köhler   | WDR 1985              | Peter Pasetti, Hans Korte, Heinz Trixner | 50:48                   | 16. Nov. 1985             | X |
| 4. Apr. 2024  | Flucht nach vorn                                                                               | Nikolai von Michalewsky             | Günter Siebert        | RB 1966               | Günter Siebert, Verena Wiet, Kurt Zielke, Leo Sylvester Huth, Walter Jokisch, Gudrun Daube, Herbert Steinmetz, Rolf B. Wessels | ca. 28:56 (insg. 58:48) | 1. Nov. 1967              | X |
| 4. Apr. 2024  | Der Verräter                                                                                   | Helmut Harun                        | Jo Hanns Müller       | RB 1967               | Jens Scholkmann, Ernst Ebeling, Gustav Rothe, Jochen Sehrndt, Gerlach Fiedler | ca. 18:23 (insg. 58:48) | 7. Mär. 1968              |   |
| 11. Apr. 2024 | Mord in der Rue Morgue                                                                         | Edgar Allan Poe                     | Edmund Steinberger    | BR 1965               | Horst Tappert, Erik Jelde, Christian Marschall, Christian Wolff, Wolf Euba, Fritz Straßner, Robert Naegele, Inge Schwanneke, Wolfgang Dörich, Claudia Bethge, Fred Kallmann, Jochen Hauer, Christian Margulies | 72:35                   | 3. Juni 1965              | X |
| 18. Apr. 2024 | Nancy                                                                                          | Karl Richard Tschon                 | Klaus Groth           | SR 1970               | Karin Schröder, Dieter Borsche, Gerd Peiser, Heinz Menzel, Leon Rainer, Bernd Duszynski, Rudolf Schumann | 61:18                   | 8. Aug. 1972              | X |
| 25. Apr. 2024 | Nur über meine Leiche                                                                          | Francis Durbridge                   | Wilm ten Haaf         | SR 1964               | Ricarda Benndorf, Eileen Leibbrandt, Peter René Körner, Peter A. Stiege, Armas Sten Fühler | 61:39                   | ca. 1964                  |   |
| 2. Mai 2024   | Kriminalrat Obermoos erzählt (49. Folge: Der Mann am Schreibtisch)                             | Walter Gerteis                      | Heio Müller           | HR 1961               | Heinz Schimmelpfennig, Hans Timerding, Herbert Weißbach, Uwe Dallmeier, Otto Knur | ca. 18:09 (insg. 42:10) | 4. Apr. 1961              | X |
| 2. Mai 2024   | Kriminalrat Obermoos erzählt (50. Folge: Telefon 23311)                                        | Walter Gerteis                      | Heio Müller           | HR 1961               | Heinz Schimmelpfennig, Marianne Steinbrenner, Hans Timerding, Herbert Weißbach | ca. 13:52 (insg. 42:10) | 18. Apr. 1961             | X |
| 9. Mai 2024   | Die Kronzeugin                                                                                 | Rudolf Elter                        | Fritz-Ernst Fechner   | Rundfunk der DDR 1977 | Dietrich Körner, Ernst Meincke, Ursula Braun, Ernst Kahler, Werner Senftleben, Horst Weinheimer | 44:44                   | 27. Mai 1977              | X |
| 16. Mai 2024  | Das Netz                                                                                       | Hans Kasper                         | Hans Bernd Müller     | SFB 1969              | Joachim Nottke, Ricarda Benndorf, Klaus Jepsen, Joachim Boldt, Hermann Wagner, Heinz Rabe | 52:18                   | 18. Okt. 1969             | X |
| 23. Mai 2024  | Sherlock Holmes: Das Beryll-Diadem                                                             | Arthur Conan Doyle                  | Heinz-Günter Stamm    | BR 1963               | Peter Pasetti, Klaus Behrendt, Hanns Ernst Jäger, Helga Zeckra, Horst Sachtleben, Rolf Wanka, Claudia Bethge, Alexander Malachovsky, Monika Groll | 61:24                   | 31. Okt. 1963             | X |
| 30. Mai 2024  | Die Rechnung ging nicht auf                                                                    | Edna Sherry                         | Jörg Franz            | HR 1963               | Charles Wirths, Maria Madlen Madsen, Hans-Martin Koettenich, Siegfried Lowitz, Hans Caninenberg, Brigitte Dryander, Rudolf H. Krieg, Heide Joram, Friedrich Kolander, Heinz Stoewer, Christian Schmieder, Hans Otto Hilke, Erwin Scherschel, Ernst Altmann, Peter Fitz | 72:45                   | 22. Feb. 1964             |   |
| 6. Juni 2024  | Nachruf auf einen Spion (1. Teil: Der Staatenlose)                                             | Eric Ambler                         | Walter Adler          | WDR 1992              | Christoph Eichhorn, Walter Renneisen, Lambert Hamel, Pedro Gavajda, Matthias Haase, Verena von Behr, Siegfried W. Kernen, Hans Peter Hallwachs, Gottfried John, Jürg Löw, Guilette S. Odermatt, Alf Marholm, Eva Garg, Wolfgang Rüter, Volker Niederfahrenhorst, Reinhard Schulat-Rademacher, Manfred Brückner, Theodor Michael | 63:27                   | 16. Mai 1992              | X |
| 13. Juni 2024 | Nachruf auf einen Spion (2. Teil: Das Gute und das Böse)                                       | Eric Ambler                         | Walter Adler          | WDR 1992              | Christoph Eichhorn, Lambert Hamel, Horst Bollmann, Pedro Gavajda, Christiane Lasenga, Matthias Haase, Verena von Behr, Siegfried W. Kernen, Eveline Krietsch-Matzura, Hans Peter Hallwachs, Elletra de Salvo, Gottfried John, Jürg Löw, Guilette S. Odermatt, Theodor Michael, Petra Feldhoff, Fabio Sarno, Alois Garg, Christoph Pragua, Josef Quadflieg, Ludger Burmann, Eva Garg, Wolfgang Rüter, Josef Tratnik, Walter Adler, Florian Deubel | 66:29                   | 23. Mai 1992              | X |
| 20. Juni 2024 | Nachruf auf einen Spion (3. Teil: Schlangen, Wölfe und Ratten)                                 | Eric Ambler                         | Walter Adler          | WDR 1992              | Christoph Eichhorn, Walter Renneisen, Lambert Hamel, Horst Bollmann, Pedro Gavajda, Christiane Lasenga, Matthias Haase, Verena von Behr, Siegfried W. Kernen, Eveline Krietsch-Matzura, Gottfried John, Jürg Löw, Alf Marholm, Volker Niederfahrenhorst, Reinhard Schulat-Rademacher, Alfonso Turco, Ludwig Boettger | 64:17                   | 30. Mai 1992              | X |

### Staffel 6
Am 21. November 2024 begann die 6. Staffel. 33 Folgen beinhaltete die 6. Staffel und endete am 12. Juni 2025.
Die mit einem X gekennzeichneten Hörspiele sind noch in der ARD Audiothek verfügbar.
| Datum         | Titel                                                                       | Autor(in)                           | Regie                   | Produktion            | Sprecher (Auswahl) | Spielzeit (Min.)        | Erstsendung des Hörspiels                                              | X |
| ------------- | --------------------------------------------------------------------------- | ----------------------------------- | ----------------------- | --------------------- | --- | ----------------------- | ---------------------------------------------------------------------- | - |
| 21. Nov. 2024 | Inspektor Hornleigh auf der Spur (2. Staffel: 2. Folge: Der Tod greift ein) | John P. Wynn                        | Hermann Pfeiffer        | WDR 1963              | Helmut Peine, Harald Meister, Heinz Schacht, Wilhelm Pilgram Gerhard Becker, Wilhelm Grimm, Heinz von Cleve, Karin Kaiser, Hatto Hirsch, Bodo Primus, Fritzleo Liertz, Ferdinand Muth, Werner Rundshagen | 60:16                   | 31. Mai 1963                                                           | X |
| 28. Nov. 2024 | Der Tag der Hinrichtung                                                     | Henry Slesar                        | Rolf von Goth           | SFB 1975              | Rolf Schult, Christian Rohde, Hallgard Bruckhaus, Walter Bluhm Siegfried Schürenberg, Joachim Kerzel, Heinz Rabe | ca. 19:07 (insg. 68:22) | 24. Aug. 1975                                                          | X |
| 28. Nov. 2024 | Die Sache mit der freundlichen Kellnerin                                    | Henry Slesar                        | Friedhelm von Petersson | SFB / RB 1975         | Friedrich Schönfelder, Maria Körber, Lu Säuberlich, Käthe Haack Uwe Friedrichsen, Hermann Wagner | ca. 28:35 (insg. 68:22) | 12. Dez. 1975                                                          | X |
| 5. Dez. 2024  | Die Jagd nach dem Täter (1. Folge: Das Haus in Mexico City)                 | Harald Vock                         | S. O. Wagner            | NDR 1956              | Walter Grüters, Herbert Steinmetz, Willy Witte, Harald Vock Herbert A. E. Böhme, Manfred Steffen, Holger Hagen, Albert Matterstock, Reinhold Nietschmann, Gerd Segatz, Heinz Dunkhase, Kurt Klopsch, Herbert Asmis, Rolf Prasch, Hermann Beyer, Erwin Laurenz, Otto Thiermann | 46:59                   | 9. Feb. 1957                                                           | X |
| 12. Dez. 2024 | Das Gespenst                                                                | Boileau-Narcejac                    | Günter Siebert          | RB ?                  | Christian Rode, Eleonore Schroth, Sigrid Zimmermann, Jutta Wirschaz Herbert Sebald, Horst Mehring, Gudrun Daube, Herbert A. E. Böhme | 76:28                   | 27. Aug. 1970                                                          | X |
| 19. Dez. 2024 | Sherlock Holmes: Der blaue Karfunkel oder Die Weihnachtsgans                | Arthur Conan Doyle                  | Heinz-Günter Stamm      | BR 1962               | Peter Pasetti, Klaus Behrendt, Hans Clarin, Marlies Schönau Harry Hertzsch, Erwin Faber, Wolfgang Dörich, Elmar Wepper, Klaus W. Krause | 61:42                   | 27. Dez. 1962                                                          | X |
| 26. Dez. 2024 | Treffpunkt Rosenstraße 9                                                    | Arnold E. Ott                       | Günter Siebert          | RB ?                  | Werner Bruhns, Hans Krull, Herbert Steinmetz, Eva Maria Bauer Gerlach Fiedler | 58:59                   | 11. Juni 1964                                                          | X |
| 2. Jan. 2025  | Kriminalrat Obermoos erzählt (11. Folge)                                    | Walter Gerteis                      | Heinz Otto Müller       | HR 1959               | Heinz Schimmelpfennig, Hans-Martin Koettenich, Robert Seibert, Hans Timerding | ca. 13:34 (insg. 43:34) | 30. Sep. 1959                                                          | X |
| 2. Jan. 2025  | Kriminalrat Obermoos erzählt (33. Folge)                                    | Walter Gerteis                      | Heinz Otto Müller       | HR 1960               | Heinz Schimmelpfennig, Uwe Dallmeier, Robert Seibert, Otto Knur, Heinz Stoewer | ca. 17:44 (insg. 43:34) | 9. Aug. 1960                                                           | X |
| 9. Jan. 2025  | Die Jagd nach dem Täter (79. Folge: Hotel zur ewigen Ruhe)                  | Harald Vock                         | S. O. Wagner            | NDR 1961              | Helmut Peine, Karl Friedrich Feudell, Harald Vock, Richard Lauffen, Reinhold Nietschmann, Wiltrud Krautz, Günther Briner, Ida Ehre, Marina Ried, Haide Lorenz, Anneliese Furtwängler, Willy Witte, Kurt Klopsch, Bernt Werner, Udo Wulff, Curt Timm, Max Zawislak, Otto Thiermann | 51:54                   | 9. Apr. 1961                                                           | X |
| 16. Jan. 2025 | Schock                                                                      | Jo Voigt                            | Ulrich Lauterbach       | WDR 1969              | Hans Quest, Hans Hinrich, Michael Thomas, Paul Walter Jacob, Jaromír Borek, Lothar Ostermann, Marianne Rogée | 66:01                   | 27. Mai 1969                                                           | X |
| 23. Jan. 2025 | Auf Gedeih und Verderb (A la vie – à la mort)                               | Louis C. Thomas                     | Rolf von Goth           | SFB 1970              | Knut Reschke, Gesche Schmoll, Wolfgang Draeger, Utz Richter, Alexander Welbat | 61:13                   | 29. Nov. 1970                                                          | X |
| 30. Jan. 2025 | Inspektor Meredith greift ein                                               | Karl Sonnabend                      | Lothar Dutombé          | Rundfunk der DDR 1960 | Herwart Grosse, Hannjo Hasse, Walter Jupé, Günther Haack, Heinz Scholz, Gerhard Rachold, Fred Düren, Irmgard Düren, Günter Meyer-Brede, Willi Narloch | 62:31                   | 18. Juli 1960                                                          | X |
| 6. Feb. 2025  | Kowalskis allerletzte Chance                                                | Leo Simpson                         | Otto Düben              | BR 1981               | Horst Bollmann, Michael Habeck, Rainer Basedow, Benno Sterzenbach, Robert Atzorn, Hans Quest, Wolfried Lier, Erminio Cantoni, Jürgen von Pawelsz, Gustl Datz | 62:03                   | 13. Apr. 1981                                                          | X |
| 13. Feb. 2025 | Die Dame im Nebel (Folgen 1–4)                                              | Lester Powell                       | Albert Carl Weiland     | SR 1956               | Albert Carl Weiland, Brigitte Dryander, Christa Adomeit, Susanne Heym, Günter Stutz, Theo Schulte, Bernd Hellmann, Gerd Grellmann, Ernst Kösling, Ingeborg Fries, Helmut Pönicke, Nestor Xaidis, Herbert Temme, Inge Schweig, Gerd Berger, Lothar Rollauer, Karl Supper, Eileen Leibbrand, Knut Roennecke, Klaus Greinke, Heinz Göricke, Otto Düben, Harry Naumann, Annegreth Ronald, Heinrich Pinkatzky | 88:57                   | 1.: 15. Juni 1956 2.: 22. Juni 1956 3.: 29. Juni 1956 4.: 6. Juli 1956 | X |
| 20. Feb. 2025 | Die Dame im Nebel (Folgen 5–8)                                              | Lester Powell                       | Albert Carl Weiland     | SR 1956               | Albert Carl Weiland, Brigitte Dryander, Lothar Rollauer, Karl Supper, Eileen Leibbrand, Knut Roennecke, Demetrius Galbierz, Ernst Kösling, Friedrich Otto Scholz, Otto Düben, Bernd Stenger, Gerd Grellmann, Gerda Krämer, Inge Schweig, Bernd Hellmann, Ingeborg Fries, Max Schrammke, Heinrich Pinkatzky, Günter Stutz, Theo Schulte, Bernd Hellmann                                                   | 86:14                   | 5.: 13. Juli 1956 6.: 20. Juli 1956 7.: 27. Juli 1956 8.: 3. Aug. 1956 | X |
| 27. Feb. 2025 | Das Verbrechen                                                              | Yvan Noé, Pierrette Caillol         | Heinz-Günter Stamm      | BR 1964               | Martin Held, Inge Birkmann, Dagmar Altrichter, Günther Ungeheuer, Heinz Hilpert, Rudolf Rhomberg, Lore Eberhard, Alexander Malachovsky | 76:06                   | 14. Mai 1964                                                           | X |
| 6. Mär. 2025  | Post Mortem                                                                 | Rodney David Wingfield              | Klaus Mehrländer        | SDR 1973              | Dieter Eppler, Hans-Peter Bögel, Margot Leonard, Ulrich Haß, Horst Bollmann, Monika Barth, Alf Marholm, Wolfgang Höper, Julia Costa | 61:55                   | 7. Jan. 1974                                                           | X |
| 13. Mär. 2025 | Blinde Diamanten                                                            | John Tarrant                        | Wolfram Rosemann        | WDR 1964              | Herbert Fleischmann, Wolfgang Forester, Steffy Helmar, Walter Schmidinger, Alf Marholm, Edith Heerdegen, Kaspar Brüninghaus, Robert Rober, Ursula Feldhege, Marianne Rogée, Manfred Georg Herrmann, Karl Heinz Bender, Günter Dybus | 68:18                   | 22. Aug. 1964                                                          | X |
| 20. Mär. 2025 | Heißer Schnee                                                               | Jessica Hallsmith                   | Günther Sauer           | SDR 1972              | Marianne Mosa, Rosemarie Fendel, Charles Wirths, Horst Michael Neutze, Jutta Villinger, Hans-Peter Bögel, Dieter Eppler, Ulrich Peter, Klaus Ponto, Wolfgang Schwalm, Peter Schnicke, Werner Schumacher, Gudrun Gerlach, Cornelia von Stockhausen Heidemarie Rohweder, Wolfgang Höper, Lotte Betke | 67:14                   | 24. Juli 1972                                                          | X |
| 27. Mär. 2025 | Nach dir, Liebling                                                          | David Wheeler                       | Anke Beckert-Stamm      | SDR 1985              | Kathrin Ackermann, Jürg Löw, Werner Kreindl, Elke Aberle, Gerti Fricke, Manfred Georg Herrmann, Sigrid Rautenberg | 76:48                   | 4. Feb. 1985                                                           | X |
| 3. Apr. 2025  | Die Witwe (Sonderfolge 75 Jahre ARD)                                        | Mischa Mleinek                      | Rolf von Goth           | SFB 1958              | Ernst Schröder, Marianne Hoppe, Eva Katharina Schultz, Harry Meyen, Irene Adam, Reinhold Bernt, Ernst Stahl-Nachbaur, Tobias Pagel, Bernhard Kasprowiak, Bärbel Wagner | 79:25                   | 10. Juni 1958                                                          | X |
| 10. Apr. 2025 | Ein Toter zuviel                                                            | Linda Teßmer                        | Günter Bormann          | Rundfunk der DDR 1980 | Günter Grabbert, Siegfried Worch, Hans-Joachim Hegewald, Berndt Stübner, Carla Valerius, Fred-Arthur Geppert, Eberhard Strauß | ca. 29:27 (insg. 68:30) | 16. Jan. 1981                                                          | X |
| 10. Apr. 2025 | Das Handikap                                                                | Linda Teßmer                        | Klaus Zippel            | Rundfunk der DDR 1976 | Günter Grabbert, Friedhelm Eberle, Carla Valerius, Siegfried Voß, Marylu Poolman, Fred Delmare, Annemarie Collin, Max Bernhardt, Ursula Sukup, Immo Zielke, Dieter Bellmann | ca. 29:29 (insg. 68:30) | 4. Feb. 1977                                                           | X |
| 17. Apr. 2025 | Mord ohne Gewalt                                                            | Rae Shirley                         | Hein Bruehl             | WDR 1984              | Gerd Baltus, Anke Tegtmeyer, Veronika Bayer, Gisela Claudius, Edgar Ott, Werner Eichhorn | 66:14                   | 12. Mai 1984                                                           | X |
| 24. Apr. 2025 | Memoiren eines Butlers                                                      | Bernd Grashoff                      | Heinz-Günter Stamm      | BR 1963               | Theo Lingen, Peter Pasetti, Gustav Knuth, Martin Benrath, Hanne Wieder, Norbert Kappen, Hans Clarin, Heini Göbel, Anton Reimer, Heinz-Günter Stamm | 77:40                   | 20. Jan. 1963                                                          | X |
| 1. Mai 2025   | Die Jagd nach dem Täter (49. Folge: Lauter Schlüssel)                       | Irmgard Köster                      | S. O. Wagner            | NDR 1959              | Lothar Grützner, Christine Mylius, Paul Schuch, Walter Grüters, Inge Windschild, Inken Sommer, Werner Schumacher, Christa Bernhardt, Heiner Kneib, Wolf Eggert | 43:29                   | 16. Aug. 1959                                                          | X |
| 8. Mai 2025   | Kriminalrat Obermoos erzählt (44. Folge)                                    | Walter Gerteis                      | Heinz Otto Müller       | HR 1960               | Uwe Dallmeier, Otto Knur, Maria Madlen Madsen, Heinz Schimmelpfennig, Christian Schmieder, Heinz Stoewer, Hans Timerding | 16:17 (insg. 43:31)     | 10. Jan. 1961                                                          | X |
| 8. Mai 2025   | Kriminalrat Obermoos erzählt (45. Folge)                                    | Walter Gerteis                      | Heinz Otto Müller       | HR 1960               | Uwe Dallmeier, Thomas Fabian, Heinz Schimmelpfennig, Christian Schmieder, Robert Seibert, Heinz Stoewer, Hans Timerding | 15:53 (insg. 43:31)     | 24. Jan. 1961                                                          | X |
| 15. Mai 2025  | Die Jagd nach dem Täter (105. Folge: Schuss in der Nacht)                   | Maria Lamballe                      | S. O. Wagner            | NDR 1962              | Richard Lauffen, Antje Mestern, Erwin Linder, Philipp Zeska, Joachim Wolff, Peter Mosbacher, Horst Richter, Willy Witte, Walter Petersen, Ulrich Matschoss, Gerd Segatz, Erwin Laurenz, Wolf Eggert | 54:57                   | 1. Juli 1962                                                           | X |
| 22. Mai 2025  | Tod von unbekannter Hand                                                    | Neilson Gattey, Zelma Bramley-Moore | Theodor Steiner         | HR 1961               | Hans Caninenberg, Annemarie Holtz, Rudolf Krieg, Eva Maria Meineke, Lola Müthel, Giselle Vesco, Siegfried Wischnewski, Hans Dieter Zeidler | 68:42                   | 18. Nov. 1961                                                          | X |
| 29. Mai 2025  | Redaktionsschluss                                                           | Jens Simon                          | Hans Knötzsch           | Rundfunk der DDR 1979 | Walter Niklaus, Michael Christian, Hans-Joachim Hanisch, Ingeborg Naß, Hans Knötzsch, Irma Münch, Helmut Hellstorff | 23:18 (insg. 85:28)     | 17. Aug. 1979                                                          | X |
| 29. Mai 2025  | Schellfischaugen                                                            | Ruth Herrfurth                      | Walter Niklaus          | Rundfunk der DDR 1969 | Jürgen Reuter, Ellen Rappus, Walter Niklaus, Günter Grabbert, Wolfgang Sörgel, Wolf Goette, Fred Delmare, Horst Lampe, Friedrich Mokross | 41:03 (insg. 85:28)     | 11. Feb. 1970                                                          | X |
| 5. Juni 2025  | Mord im 31. Stock (1. Teil: Der Drohbrief)                                  | Per Wahlöö                          | Hermann Naber           | SFB 1982              | Hans Peter Hallwachs, Pinkas Braun, Peter Roggisch, Joachim Bliese, Hermann Treusch, Hans Caninenberg, Lothar Blumhagen, Gerd Wameling, Werner Rehm, Vladimir Weigl, Heinz Rabe, Friedrich W. Bauschulte, Henning Gissel, Till Hagen, Klaus Nägelen, Katja Nottke, Wolfgang Pampel, Garleff Zacharias-Langhans                                                                                           | 76:27                   | 19. Sep. 1982                                                          | X |
| 12. Juni 2025 | Mord im 31. Stock (2. Teil: Die Katastrophe)                                | Per Wahlöö                          | Hermann Naber           | SFB 1982              | Hans Peter Hallwachs, Pinkas Braun, Peter Roggisch, Wolfgang Pampel, Hermann Ebeling, Christian Brückner, Nicole Heesters, Ulrike Bliefert, Jürgen Thormann, Arnold Marquis, Ernst Jacobi, Hans Caninenberg, Ruth Scheerbarth | 76:26                   | 26. Sep. 1982                                                          | X |

### Staffel 7
Im Juli 2025 kündigte Radio Bremen an, dass die neue Staffel im Frühjahr 2026 starten soll.